# François Martin de Vitré
François Martin de Vitré (ca. 1575 - ca. 1631) fue un boticario y aventurero francés originario de la ciudad de Vitré, en  Bretaña, que viajó a Asia oriental en 1601-1603 llegando hasta Sumatra. Parece haber ejercido como cirujano de su nave y fue el primer francés en escribir un relato de viajes al Lejano Oriente, aunque había sido precedido en ese destino por varios compatriotas comerciantes, como Jean Parmentier en 1529.

## Biografía
François Martin de Vitré era aprendiz-boticario. Había hecho el Tour de France du compagnonnage como aprendiz y en tal calidad había pasado por la ciudad de Montpellier. Había pasado más de 10 años de aprendizaje y luego siguió en la Universidad de Medicina, los cursos profesados para los aprendices-boticarios. Después de haber obtenido las cartas acreditativas el 13 de marzo de 1597, partió para otra ciudad.
En diciembre de 1600 se formó una compañía comercial francesa mediante la asociación de comerciantes de Saint-Malo, Laval y Vitré, para comerciar con las Molucas y Japón. Dos barcos, el Croissant y el Corbin, fueron enviados alrededor del cabo de Buena Esperanza el 18 de mayo de 1601, embarcando François Martin en el primero, posiblemente como cirujano. El 20 de julio de 1602 el Corbin naufragó en las islas Maldivas, comenzando la aventura de François Pyrard de Laval, que logró volver a Francia en 1611.
El segundo barco, el Croissant, en el que iba François Martin de Vitré, llegó a Ceylon el 24 de julio y negoció con el sultanato de Aceh. Después de tomar un cargamento de pimienta y otras especies, el Croissant dejó Sumatra el 20 de noviembre. En el viaje de regreso el barco quedó en tal mal estado que el 22 de mayo de 1603 tuvo que transferir el cargamento a un barco holandés en el cabo de Finisterre, desembarcándolo el 13 de junio en el puerto de Plymouth.
François Martin, junto con François Pyrard, fueron algunos de los primeros comerciantes franceses que visitaron la India. Fueron a Surat y también visitaron la ciudad de Guyarat. En sus Memoires [Memorias], François Martin escribió que el mundo estaba aprendiendo de China en ese momento.
Da en su obra una descripción detallada de los medicamentos encontrados en los países visitados, con la mención de sus usos médicos, mientras termina su trabajo en un estudio sobre el escorbuto y su tratamiento.
A su regreso, Enrique IV le solicitó que escribiese el relato de sus viajes, que publicó en 1604. La narración de François Martin suscitó un fuerte entusiasmo por los viajes a Asia, y desde 1604 hasta 1609, tras el regreso de François Martin, Enrique IV intentó establecer una Compañía Francesa de las Indias Orientales (que solamente lograría fundarse en 1666) basándose en el modelo de Inglaterra y Países Bajos.
El rey le recompensó mediante una patente del 27 de mayo de 1604, que le convirtió en boticario y abrió una farmacia en Rennes.
En 1609, se añadió a la obra de Martin un diccionario de lengua malaya, pero ese añadido puede ser el trabajo de  Pierre-Olivier Malherbe, también de Vitré, quien acababa de regresar de una gira mundial de 27 años y que reivindicaba ser el primer francés en realizar una circunnavegación.

## Obras
- Description du premier voyage fait aux Indes orientales par les Français en l'an 1603, contenant les mœurs, les lois, façon de vivre, religions et habits des Indiens París 1604 digitilizada
- Description et Remarque des animaux, épiceries, drogues aromatiques et fruits qui se trouvent aux Indes
- Traité du scorbut, qui est une maladie étrange qui survient à ceux qui voyagent en ces contrées París, 1609, in-12.

Se ve que su Description des Indes no puede referirse más que a Sumatra; es exacto y anuncia un espíritu juicioso.